# Oranjestad (Sint Eustatius)
Oranjestad er hovedstaden på den hollandske caribiske ø Sint Eustatius. Den har omkring 1000 indbyggere og er den eneste by på hele øen.